# 安德鲁和威利的冒险
《安德鲁和威利的冒险》（英語：The Adventures of André & Wally B.）是在1984年約翰·拉薩特製作的3D動畫，不過當時迪士尼的老闆十分不喜歡這個提案，所以很快就將約翰拉薩開除了，因此約翰拉薩特到了喬治·盧卡斯的電腦特效公司。原本拉薩特計畫只要背景使用電腦動畫，而人物用畫的，不過，最後全都是以電腦動畫製作。

## 連結
Youtube－安德鲁和威利的冒险(The Adventures of André and Wally B) （页面存档备份，存于）